# Корчмар, Ефим Аронович
Ефим Аронович Корчмар (9 мая 1914, Одесса — 3 февраля 1978, Саратов) — советский шахматист, мастер спорта СССР (1964), тренер.

## Биография
Родился 26 апреля (по старому стилю) 1914 года, в семье дунаевецкого мещанина Арона Мордковича Корчмара и Лизы Корчмар. Двоюродный брат радиотехника А. И. Корчмара.
Чемпион Одессы (1935, 1936 и 1937). В чемпионате Украинской ССР 1937 года разделил 3—4-е места.
После демобилизации в 1947 году переехал в Саратов. Чемпион ДСО «Водник» (1949). В четвертьфинале чемпионата СССР (1950) разделил 2—3-е места с А. Н. Кобленцем. Чемпион Саратова (1956 и 1959). В 1963 году выиграл квалификационный матч у ленинградского мастера С. В. Хавского со счётом 7½ : 6½. Чемпион ДСО «Урожай» РСФСР (1968). В последние годы работал тренером Саратовского облсовета ДСО «Урожай».

## Примечательная партия
|   | a | b | c | d | e | f | g | h |   |
| - | --- | --- | --- | --- | --- | --- | --- | --- | - |
| 8 | d8 чёрный слон · g8 чёрный король · b7 чёрная пешка · c7 чёрная пешка · f7 чёрная ладья · g7 чёрная пешка · h7 чёрная пешка · a6 чёрная ладья · d6 чёрный конь · f6 чёрная пешка · h6 белый слон · a5 чёрная пешка · d5 белый конь · f5 чёрный ферзь · d4 белый ферзь · g3 белая ладья · a2 белая пешка · b2 белая пешка · c2 белая пешка · f2 белая пешка · g2 белая пешка · h2 белая пешка · e1 белая ладья · g1 белый король | d8 чёрный слон · g8 чёрный король · b7 чёрная пешка · c7 чёрная пешка · f7 чёрная ладья · g7 чёрная пешка · h7 чёрная пешка · a6 чёрная ладья · d6 чёрный конь · f6 чёрная пешка · h6 белый слон · a5 чёрная пешка · d5 белый конь · f5 чёрный ферзь · d4 белый ферзь · g3 белая ладья · a2 белая пешка · b2 белая пешка · c2 белая пешка · f2 белая пешка · g2 белая пешка · h2 белая пешка · e1 белая ладья · g1 белый король | d8 чёрный слон · g8 чёрный король · b7 чёрная пешка · c7 чёрная пешка · f7 чёрная ладья · g7 чёрная пешка · h7 чёрная пешка · a6 чёрная ладья · d6 чёрный конь · f6 чёрная пешка · h6 белый слон · a5 чёрная пешка · d5 белый конь · f5 чёрный ферзь · d4 белый ферзь · g3 белая ладья · a2 белая пешка · b2 белая пешка · c2 белая пешка · f2 белая пешка · g2 белая пешка · h2 белая пешка · e1 белая ладья · g1 белый король | d8 чёрный слон · g8 чёрный король · b7 чёрная пешка · c7 чёрная пешка · f7 чёрная ладья · g7 чёрная пешка · h7 чёрная пешка · a6 чёрная ладья · d6 чёрный конь · f6 чёрная пешка · h6 белый слон · a5 чёрная пешка · d5 белый конь · f5 чёрный ферзь · d4 белый ферзь · g3 белая ладья · a2 белая пешка · b2 белая пешка · c2 белая пешка · f2 белая пешка · g2 белая пешка · h2 белая пешка · e1 белая ладья · g1 белый король | d8 чёрный слон · g8 чёрный король · b7 чёрная пешка · c7 чёрная пешка · f7 чёрная ладья · g7 чёрная пешка · h7 чёрная пешка · a6 чёрная ладья · d6 чёрный конь · f6 чёрная пешка · h6 белый слон · a5 чёрная пешка · d5 белый конь · f5 чёрный ферзь · d4 белый ферзь · g3 белая ладья · a2 белая пешка · b2 белая пешка · c2 белая пешка · f2 белая пешка · g2 белая пешка · h2 белая пешка · e1 белая ладья · g1 белый король | d8 чёрный слон · g8 чёрный король · b7 чёрная пешка · c7 чёрная пешка · f7 чёрная ладья · g7 чёрная пешка · h7 чёрная пешка · a6 чёрная ладья · d6 чёрный конь · f6 чёрная пешка · h6 белый слон · a5 чёрная пешка · d5 белый конь · f5 чёрный ферзь · d4 белый ферзь · g3 белая ладья · a2 белая пешка · b2 белая пешка · c2 белая пешка · f2 белая пешка · g2 белая пешка · h2 белая пешка · e1 белая ладья · g1 белый король | d8 чёрный слон · g8 чёрный король · b7 чёрная пешка · c7 чёрная пешка · f7 чёрная ладья · g7 чёрная пешка · h7 чёрная пешка · a6 чёрная ладья · d6 чёрный конь · f6 чёрная пешка · h6 белый слон · a5 чёрная пешка · d5 белый конь · f5 чёрный ферзь · d4 белый ферзь · g3 белая ладья · a2 белая пешка · b2 белая пешка · c2 белая пешка · f2 белая пешка · g2 белая пешка · h2 белая пешка · e1 белая ладья · g1 белый король | d8 чёрный слон · g8 чёрный король · b7 чёрная пешка · c7 чёрная пешка · f7 чёрная ладья · g7 чёрная пешка · h7 чёрная пешка · a6 чёрная ладья · d6 чёрный конь · f6 чёрная пешка · h6 белый слон · a5 чёрная пешка · d5 белый конь · f5 чёрный ферзь · d4 белый ферзь · g3 белая ладья · a2 белая пешка · b2 белая пешка · c2 белая пешка · f2 белая пешка · g2 белая пешка · h2 белая пешка · e1 белая ладья · g1 белый король | 8 |
| 7 | d8 чёрный слон · g8 чёрный король · b7 чёрная пешка · c7 чёрная пешка · f7 чёрная ладья · g7 чёрная пешка · h7 чёрная пешка · a6 чёрная ладья · d6 чёрный конь · f6 чёрная пешка · h6 белый слон · a5 чёрная пешка · d5 белый конь · f5 чёрный ферзь · d4 белый ферзь · g3 белая ладья · a2 белая пешка · b2 белая пешка · c2 белая пешка · f2 белая пешка · g2 белая пешка · h2 белая пешка · e1 белая ладья · g1 белый король | d8 чёрный слон · g8 чёрный король · b7 чёрная пешка · c7 чёрная пешка · f7 чёрная ладья · g7 чёрная пешка · h7 чёрная пешка · a6 чёрная ладья · d6 чёрный конь · f6 чёрная пешка · h6 белый слон · a5 чёрная пешка · d5 белый конь · f5 чёрный ферзь · d4 белый ферзь · g3 белая ладья · a2 белая пешка · b2 белая пешка · c2 белая пешка · f2 белая пешка · g2 белая пешка · h2 белая пешка · e1 белая ладья · g1 белый король | d8 чёрный слон · g8 чёрный король · b7 чёрная пешка · c7 чёрная пешка · f7 чёрная ладья · g7 чёрная пешка · h7 чёрная пешка · a6 чёрная ладья · d6 чёрный конь · f6 чёрная пешка · h6 белый слон · a5 чёрная пешка · d5 белый конь · f5 чёрный ферзь · d4 белый ферзь · g3 белая ладья · a2 белая пешка · b2 белая пешка · c2 белая пешка · f2 белая пешка · g2 белая пешка · h2 белая пешка · e1 белая ладья · g1 белый король | d8 чёрный слон · g8 чёрный король · b7 чёрная пешка · c7 чёрная пешка · f7 чёрная ладья · g7 чёрная пешка · h7 чёрная пешка · a6 чёрная ладья · d6 чёрный конь · f6 чёрная пешка · h6 белый слон · a5 чёрная пешка · d5 белый конь · f5 чёрный ферзь · d4 белый ферзь · g3 белая ладья · a2 белая пешка · b2 белая пешка · c2 белая пешка · f2 белая пешка · g2 белая пешка · h2 белая пешка · e1 белая ладья · g1 белый король | d8 чёрный слон · g8 чёрный король · b7 чёрная пешка · c7 чёрная пешка · f7 чёрная ладья · g7 чёрная пешка · h7 чёрная пешка · a6 чёрная ладья · d6 чёрный конь · f6 чёрная пешка · h6 белый слон · a5 чёрная пешка · d5 белый конь · f5 чёрный ферзь · d4 белый ферзь · g3 белая ладья · a2 белая пешка · b2 белая пешка · c2 белая пешка · f2 белая пешка · g2 белая пешка · h2 белая пешка · e1 белая ладья · g1 белый король | d8 чёрный слон · g8 чёрный король · b7 чёрная пешка · c7 чёрная пешка · f7 чёрная ладья · g7 чёрная пешка · h7 чёрная пешка · a6 чёрная ладья · d6 чёрный конь · f6 чёрная пешка · h6 белый слон · a5 чёрная пешка · d5 белый конь · f5 чёрный ферзь · d4 белый ферзь · g3 белая ладья · a2 белая пешка · b2 белая пешка · c2 белая пешка · f2 белая пешка · g2 белая пешка · h2 белая пешка · e1 белая ладья · g1 белый король | d8 чёрный слон · g8 чёрный король · b7 чёрная пешка · c7 чёрная пешка · f7 чёрная ладья · g7 чёрная пешка · h7 чёрная пешка · a6 чёрная ладья · d6 чёрный конь · f6 чёрная пешка · h6 белый слон · a5 чёрная пешка · d5 белый конь · f5 чёрный ферзь · d4 белый ферзь · g3 белая ладья · a2 белая пешка · b2 белая пешка · c2 белая пешка · f2 белая пешка · g2 белая пешка · h2 белая пешка · e1 белая ладья · g1 белый король | d8 чёрный слон · g8 чёрный король · b7 чёрная пешка · c7 чёрная пешка · f7 чёрная ладья · g7 чёрная пешка · h7 чёрная пешка · a6 чёрная ладья · d6 чёрный конь · f6 чёрная пешка · h6 белый слон · a5 чёрная пешка · d5 белый конь · f5 чёрный ферзь · d4 белый ферзь · g3 белая ладья · a2 белая пешка · b2 белая пешка · c2 белая пешка · f2 белая пешка · g2 белая пешка · h2 белая пешка · e1 белая ладья · g1 белый король | 7 |
| 6 | d8 чёрный слон · g8 чёрный король · b7 чёрная пешка · c7 чёрная пешка · f7 чёрная ладья · g7 чёрная пешка · h7 чёрная пешка · a6 чёрная ладья · d6 чёрный конь · f6 чёрная пешка · h6 белый слон · a5 чёрная пешка · d5 белый конь · f5 чёрный ферзь · d4 белый ферзь · g3 белая ладья · a2 белая пешка · b2 белая пешка · c2 белая пешка · f2 белая пешка · g2 белая пешка · h2 белая пешка · e1 белая ладья · g1 белый король | d8 чёрный слон · g8 чёрный король · b7 чёрная пешка · c7 чёрная пешка · f7 чёрная ладья · g7 чёрная пешка · h7 чёрная пешка · a6 чёрная ладья · d6 чёрный конь · f6 чёрная пешка · h6 белый слон · a5 чёрная пешка · d5 белый конь · f5 чёрный ферзь · d4 белый ферзь · g3 белая ладья · a2 белая пешка · b2 белая пешка · c2 белая пешка · f2 белая пешка · g2 белая пешка · h2 белая пешка · e1 белая ладья · g1 белый король | d8 чёрный слон · g8 чёрный король · b7 чёрная пешка · c7 чёрная пешка · f7 чёрная ладья · g7 чёрная пешка · h7 чёрная пешка · a6 чёрная ладья · d6 чёрный конь · f6 чёрная пешка · h6 белый слон · a5 чёрная пешка · d5 белый конь · f5 чёрный ферзь · d4 белый ферзь · g3 белая ладья · a2 белая пешка · b2 белая пешка · c2 белая пешка · f2 белая пешка · g2 белая пешка · h2 белая пешка · e1 белая ладья · g1 белый король | d8 чёрный слон · g8 чёрный король · b7 чёрная пешка · c7 чёрная пешка · f7 чёрная ладья · g7 чёрная пешка · h7 чёрная пешка · a6 чёрная ладья · d6 чёрный конь · f6 чёрная пешка · h6 белый слон · a5 чёрная пешка · d5 белый конь · f5 чёрный ферзь · d4 белый ферзь · g3 белая ладья · a2 белая пешка · b2 белая пешка · c2 белая пешка · f2 белая пешка · g2 белая пешка · h2 белая пешка · e1 белая ладья · g1 белый король | d8 чёрный слон · g8 чёрный король · b7 чёрная пешка · c7 чёрная пешка · f7 чёрная ладья · g7 чёрная пешка · h7 чёрная пешка · a6 чёрная ладья · d6 чёрный конь · f6 чёрная пешка · h6 белый слон · a5 чёрная пешка · d5 белый конь · f5 чёрный ферзь · d4 белый ферзь · g3 белая ладья · a2 белая пешка · b2 белая пешка · c2 белая пешка · f2 белая пешка · g2 белая пешка · h2 белая пешка · e1 белая ладья · g1 белый король | d8 чёрный слон · g8 чёрный король · b7 чёрная пешка · c7 чёрная пешка · f7 чёрная ладья · g7 чёрная пешка · h7 чёрная пешка · a6 чёрная ладья · d6 чёрный конь · f6 чёрная пешка · h6 белый слон · a5 чёрная пешка · d5 белый конь · f5 чёрный ферзь · d4 белый ферзь · g3 белая ладья · a2 белая пешка · b2 белая пешка · c2 белая пешка · f2 белая пешка · g2 белая пешка · h2 белая пешка · e1 белая ладья · g1 белый король | d8 чёрный слон · g8 чёрный король · b7 чёрная пешка · c7 чёрная пешка · f7 чёрная ладья · g7 чёрная пешка · h7 чёрная пешка · a6 чёрная ладья · d6 чёрный конь · f6 чёрная пешка · h6 белый слон · a5 чёрная пешка · d5 белый конь · f5 чёрный ферзь · d4 белый ферзь · g3 белая ладья · a2 белая пешка · b2 белая пешка · c2 белая пешка · f2 белая пешка · g2 белая пешка · h2 белая пешка · e1 белая ладья · g1 белый король | d8 чёрный слон · g8 чёрный король · b7 чёрная пешка · c7 чёрная пешка · f7 чёрная ладья · g7 чёрная пешка · h7 чёрная пешка · a6 чёрная ладья · d6 чёрный конь · f6 чёрная пешка · h6 белый слон · a5 чёрная пешка · d5 белый конь · f5 чёрный ферзь · d4 белый ферзь · g3 белая ладья · a2 белая пешка · b2 белая пешка · c2 белая пешка · f2 белая пешка · g2 белая пешка · h2 белая пешка · e1 белая ладья · g1 белый король | 6 |
| 5 | d8 чёрный слон · g8 чёрный король · b7 чёрная пешка · c7 чёрная пешка · f7 чёрная ладья · g7 чёрная пешка · h7 чёрная пешка · a6 чёрная ладья · d6 чёрный конь · f6 чёрная пешка · h6 белый слон · a5 чёрная пешка · d5 белый конь · f5 чёрный ферзь · d4 белый ферзь · g3 белая ладья · a2 белая пешка · b2 белая пешка · c2 белая пешка · f2 белая пешка · g2 белая пешка · h2 белая пешка · e1 белая ладья · g1 белый король | d8 чёрный слон · g8 чёрный король · b7 чёрная пешка · c7 чёрная пешка · f7 чёрная ладья · g7 чёрная пешка · h7 чёрная пешка · a6 чёрная ладья · d6 чёрный конь · f6 чёрная пешка · h6 белый слон · a5 чёрная пешка · d5 белый конь · f5 чёрный ферзь · d4 белый ферзь · g3 белая ладья · a2 белая пешка · b2 белая пешка · c2 белая пешка · f2 белая пешка · g2 белая пешка · h2 белая пешка · e1 белая ладья · g1 белый король | d8 чёрный слон · g8 чёрный король · b7 чёрная пешка · c7 чёрная пешка · f7 чёрная ладья · g7 чёрная пешка · h7 чёрная пешка · a6 чёрная ладья · d6 чёрный конь · f6 чёрная пешка · h6 белый слон · a5 чёрная пешка · d5 белый конь · f5 чёрный ферзь · d4 белый ферзь · g3 белая ладья · a2 белая пешка · b2 белая пешка · c2 белая пешка · f2 белая пешка · g2 белая пешка · h2 белая пешка · e1 белая ладья · g1 белый король | d8 чёрный слон · g8 чёрный король · b7 чёрная пешка · c7 чёрная пешка · f7 чёрная ладья · g7 чёрная пешка · h7 чёрная пешка · a6 чёрная ладья · d6 чёрный конь · f6 чёрная пешка · h6 белый слон · a5 чёрная пешка · d5 белый конь · f5 чёрный ферзь · d4 белый ферзь · g3 белая ладья · a2 белая пешка · b2 белая пешка · c2 белая пешка · f2 белая пешка · g2 белая пешка · h2 белая пешка · e1 белая ладья · g1 белый король | d8 чёрный слон · g8 чёрный король · b7 чёрная пешка · c7 чёрная пешка · f7 чёрная ладья · g7 чёрная пешка · h7 чёрная пешка · a6 чёрная ладья · d6 чёрный конь · f6 чёрная пешка · h6 белый слон · a5 чёрная пешка · d5 белый конь · f5 чёрный ферзь · d4 белый ферзь · g3 белая ладья · a2 белая пешка · b2 белая пешка · c2 белая пешка · f2 белая пешка · g2 белая пешка · h2 белая пешка · e1 белая ладья · g1 белый король | d8 чёрный слон · g8 чёрный король · b7 чёрная пешка · c7 чёрная пешка · f7 чёрная ладья · g7 чёрная пешка · h7 чёрная пешка · a6 чёрная ладья · d6 чёрный конь · f6 чёрная пешка · h6 белый слон · a5 чёрная пешка · d5 белый конь · f5 чёрный ферзь · d4 белый ферзь · g3 белая ладья · a2 белая пешка · b2 белая пешка · c2 белая пешка · f2 белая пешка · g2 белая пешка · h2 белая пешка · e1 белая ладья · g1 белый король | d8 чёрный слон · g8 чёрный король · b7 чёрная пешка · c7 чёрная пешка · f7 чёрная ладья · g7 чёрная пешка · h7 чёрная пешка · a6 чёрная ладья · d6 чёрный конь · f6 чёрная пешка · h6 белый слон · a5 чёрная пешка · d5 белый конь · f5 чёрный ферзь · d4 белый ферзь · g3 белая ладья · a2 белая пешка · b2 белая пешка · c2 белая пешка · f2 белая пешка · g2 белая пешка · h2 белая пешка · e1 белая ладья · g1 белый король | d8 чёрный слон · g8 чёрный король · b7 чёрная пешка · c7 чёрная пешка · f7 чёрная ладья · g7 чёрная пешка · h7 чёрная пешка · a6 чёрная ладья · d6 чёрный конь · f6 чёрная пешка · h6 белый слон · a5 чёрная пешка · d5 белый конь · f5 чёрный ферзь · d4 белый ферзь · g3 белая ладья · a2 белая пешка · b2 белая пешка · c2 белая пешка · f2 белая пешка · g2 белая пешка · h2 белая пешка · e1 белая ладья · g1 белый король | 5 |
| 4 | d8 чёрный слон · g8 чёрный король · b7 чёрная пешка · c7 чёрная пешка · f7 чёрная ладья · g7 чёрная пешка · h7 чёрная пешка · a6 чёрная ладья · d6 чёрный конь · f6 чёрная пешка · h6 белый слон · a5 чёрная пешка · d5 белый конь · f5 чёрный ферзь · d4 белый ферзь · g3 белая ладья · a2 белая пешка · b2 белая пешка · c2 белая пешка · f2 белая пешка · g2 белая пешка · h2 белая пешка · e1 белая ладья · g1 белый король | d8 чёрный слон · g8 чёрный король · b7 чёрная пешка · c7 чёрная пешка · f7 чёрная ладья · g7 чёрная пешка · h7 чёрная пешка · a6 чёрная ладья · d6 чёрный конь · f6 чёрная пешка · h6 белый слон · a5 чёрная пешка · d5 белый конь · f5 чёрный ферзь · d4 белый ферзь · g3 белая ладья · a2 белая пешка · b2 белая пешка · c2 белая пешка · f2 белая пешка · g2 белая пешка · h2 белая пешка · e1 белая ладья · g1 белый король | d8 чёрный слон · g8 чёрный король · b7 чёрная пешка · c7 чёрная пешка · f7 чёрная ладья · g7 чёрная пешка · h7 чёрная пешка · a6 чёрная ладья · d6 чёрный конь · f6 чёрная пешка · h6 белый слон · a5 чёрная пешка · d5 белый конь · f5 чёрный ферзь · d4 белый ферзь · g3 белая ладья · a2 белая пешка · b2 белая пешка · c2 белая пешка · f2 белая пешка · g2 белая пешка · h2 белая пешка · e1 белая ладья · g1 белый король | d8 чёрный слон · g8 чёрный король · b7 чёрная пешка · c7 чёрная пешка · f7 чёрная ладья · g7 чёрная пешка · h7 чёрная пешка · a6 чёрная ладья · d6 чёрный конь · f6 чёрная пешка · h6 белый слон · a5 чёрная пешка · d5 белый конь · f5 чёрный ферзь · d4 белый ферзь · g3 белая ладья · a2 белая пешка · b2 белая пешка · c2 белая пешка · f2 белая пешка · g2 белая пешка · h2 белая пешка · e1 белая ладья · g1 белый король | d8 чёрный слон · g8 чёрный король · b7 чёрная пешка · c7 чёрная пешка · f7 чёрная ладья · g7 чёрная пешка · h7 чёрная пешка · a6 чёрная ладья · d6 чёрный конь · f6 чёрная пешка · h6 белый слон · a5 чёрная пешка · d5 белый конь · f5 чёрный ферзь · d4 белый ферзь · g3 белая ладья · a2 белая пешка · b2 белая пешка · c2 белая пешка · f2 белая пешка · g2 белая пешка · h2 белая пешка · e1 белая ладья · g1 белый король | d8 чёрный слон · g8 чёрный король · b7 чёрная пешка · c7 чёрная пешка · f7 чёрная ладья · g7 чёрная пешка · h7 чёрная пешка · a6 чёрная ладья · d6 чёрный конь · f6 чёрная пешка · h6 белый слон · a5 чёрная пешка · d5 белый конь · f5 чёрный ферзь · d4 белый ферзь · g3 белая ладья · a2 белая пешка · b2 белая пешка · c2 белая пешка · f2 белая пешка · g2 белая пешка · h2 белая пешка · e1 белая ладья · g1 белый король | d8 чёрный слон · g8 чёрный король · b7 чёрная пешка · c7 чёрная пешка · f7 чёрная ладья · g7 чёрная пешка · h7 чёрная пешка · a6 чёрная ладья · d6 чёрный конь · f6 чёрная пешка · h6 белый слон · a5 чёрная пешка · d5 белый конь · f5 чёрный ферзь · d4 белый ферзь · g3 белая ладья · a2 белая пешка · b2 белая пешка · c2 белая пешка · f2 белая пешка · g2 белая пешка · h2 белая пешка · e1 белая ладья · g1 белый король | d8 чёрный слон · g8 чёрный король · b7 чёрная пешка · c7 чёрная пешка · f7 чёрная ладья · g7 чёрная пешка · h7 чёрная пешка · a6 чёрная ладья · d6 чёрный конь · f6 чёрная пешка · h6 белый слон · a5 чёрная пешка · d5 белый конь · f5 чёрный ферзь · d4 белый ферзь · g3 белая ладья · a2 белая пешка · b2 белая пешка · c2 белая пешка · f2 белая пешка · g2 белая пешка · h2 белая пешка · e1 белая ладья · g1 белый король | 4 |
| 3 | d8 чёрный слон · g8 чёрный король · b7 чёрная пешка · c7 чёрная пешка · f7 чёрная ладья · g7 чёрная пешка · h7 чёрная пешка · a6 чёрная ладья · d6 чёрный конь · f6 чёрная пешка · h6 белый слон · a5 чёрная пешка · d5 белый конь · f5 чёрный ферзь · d4 белый ферзь · g3 белая ладья · a2 белая пешка · b2 белая пешка · c2 белая пешка · f2 белая пешка · g2 белая пешка · h2 белая пешка · e1 белая ладья · g1 белый король | d8 чёрный слон · g8 чёрный король · b7 чёрная пешка · c7 чёрная пешка · f7 чёрная ладья · g7 чёрная пешка · h7 чёрная пешка · a6 чёрная ладья · d6 чёрный конь · f6 чёрная пешка · h6 белый слон · a5 чёрная пешка · d5 белый конь · f5 чёрный ферзь · d4 белый ферзь · g3 белая ладья · a2 белая пешка · b2 белая пешка · c2 белая пешка · f2 белая пешка · g2 белая пешка · h2 белая пешка · e1 белая ладья · g1 белый король | d8 чёрный слон · g8 чёрный король · b7 чёрная пешка · c7 чёрная пешка · f7 чёрная ладья · g7 чёрная пешка · h7 чёрная пешка · a6 чёрная ладья · d6 чёрный конь · f6 чёрная пешка · h6 белый слон · a5 чёрная пешка · d5 белый конь · f5 чёрный ферзь · d4 белый ферзь · g3 белая ладья · a2 белая пешка · b2 белая пешка · c2 белая пешка · f2 белая пешка · g2 белая пешка · h2 белая пешка · e1 белая ладья · g1 белый король | d8 чёрный слон · g8 чёрный король · b7 чёрная пешка · c7 чёрная пешка · f7 чёрная ладья · g7 чёрная пешка · h7 чёрная пешка · a6 чёрная ладья · d6 чёрный конь · f6 чёрная пешка · h6 белый слон · a5 чёрная пешка · d5 белый конь · f5 чёрный ферзь · d4 белый ферзь · g3 белая ладья · a2 белая пешка · b2 белая пешка · c2 белая пешка · f2 белая пешка · g2 белая пешка · h2 белая пешка · e1 белая ладья · g1 белый король | d8 чёрный слон · g8 чёрный король · b7 чёрная пешка · c7 чёрная пешка · f7 чёрная ладья · g7 чёрная пешка · h7 чёрная пешка · a6 чёрная ладья · d6 чёрный конь · f6 чёрная пешка · h6 белый слон · a5 чёрная пешка · d5 белый конь · f5 чёрный ферзь · d4 белый ферзь · g3 белая ладья · a2 белая пешка · b2 белая пешка · c2 белая пешка · f2 белая пешка · g2 белая пешка · h2 белая пешка · e1 белая ладья · g1 белый король | d8 чёрный слон · g8 чёрный король · b7 чёрная пешка · c7 чёрная пешка · f7 чёрная ладья · g7 чёрная пешка · h7 чёрная пешка · a6 чёрная ладья · d6 чёрный конь · f6 чёрная пешка · h6 белый слон · a5 чёрная пешка · d5 белый конь · f5 чёрный ферзь · d4 белый ферзь · g3 белая ладья · a2 белая пешка · b2 белая пешка · c2 белая пешка · f2 белая пешка · g2 белая пешка · h2 белая пешка · e1 белая ладья · g1 белый король | d8 чёрный слон · g8 чёрный король · b7 чёрная пешка · c7 чёрная пешка · f7 чёрная ладья · g7 чёрная пешка · h7 чёрная пешка · a6 чёрная ладья · d6 чёрный конь · f6 чёрная пешка · h6 белый слон · a5 чёрная пешка · d5 белый конь · f5 чёрный ферзь · d4 белый ферзь · g3 белая ладья · a2 белая пешка · b2 белая пешка · c2 белая пешка · f2 белая пешка · g2 белая пешка · h2 белая пешка · e1 белая ладья · g1 белый король | d8 чёрный слон · g8 чёрный король · b7 чёрная пешка · c7 чёрная пешка · f7 чёрная ладья · g7 чёрная пешка · h7 чёрная пешка · a6 чёрная ладья · d6 чёрный конь · f6 чёрная пешка · h6 белый слон · a5 чёрная пешка · d5 белый конь · f5 чёрный ферзь · d4 белый ферзь · g3 белая ладья · a2 белая пешка · b2 белая пешка · c2 белая пешка · f2 белая пешка · g2 белая пешка · h2 белая пешка · e1 белая ладья · g1 белый король | 3 |
| 2 | d8 чёрный слон · g8 чёрный король · b7 чёрная пешка · c7 чёрная пешка · f7 чёрная ладья · g7 чёрная пешка · h7 чёрная пешка · a6 чёрная ладья · d6 чёрный конь · f6 чёрная пешка · h6 белый слон · a5 чёрная пешка · d5 белый конь · f5 чёрный ферзь · d4 белый ферзь · g3 белая ладья · a2 белая пешка · b2 белая пешка · c2 белая пешка · f2 белая пешка · g2 белая пешка · h2 белая пешка · e1 белая ладья · g1 белый король | d8 чёрный слон · g8 чёрный король · b7 чёрная пешка · c7 чёрная пешка · f7 чёрная ладья · g7 чёрная пешка · h7 чёрная пешка · a6 чёрная ладья · d6 чёрный конь · f6 чёрная пешка · h6 белый слон · a5 чёрная пешка · d5 белый конь · f5 чёрный ферзь · d4 белый ферзь · g3 белая ладья · a2 белая пешка · b2 белая пешка · c2 белая пешка · f2 белая пешка · g2 белая пешка · h2 белая пешка · e1 белая ладья · g1 белый король | d8 чёрный слон · g8 чёрный король · b7 чёрная пешка · c7 чёрная пешка · f7 чёрная ладья · g7 чёрная пешка · h7 чёрная пешка · a6 чёрная ладья · d6 чёрный конь · f6 чёрная пешка · h6 белый слон · a5 чёрная пешка · d5 белый конь · f5 чёрный ферзь · d4 белый ферзь · g3 белая ладья · a2 белая пешка · b2 белая пешка · c2 белая пешка · f2 белая пешка · g2 белая пешка · h2 белая пешка · e1 белая ладья · g1 белый король | d8 чёрный слон · g8 чёрный король · b7 чёрная пешка · c7 чёрная пешка · f7 чёрная ладья · g7 чёрная пешка · h7 чёрная пешка · a6 чёрная ладья · d6 чёрный конь · f6 чёрная пешка · h6 белый слон · a5 чёрная пешка · d5 белый конь · f5 чёрный ферзь · d4 белый ферзь · g3 белая ладья · a2 белая пешка · b2 белая пешка · c2 белая пешка · f2 белая пешка · g2 белая пешка · h2 белая пешка · e1 белая ладья · g1 белый король | d8 чёрный слон · g8 чёрный король · b7 чёрная пешка · c7 чёрная пешка · f7 чёрная ладья · g7 чёрная пешка · h7 чёрная пешка · a6 чёрная ладья · d6 чёрный конь · f6 чёрная пешка · h6 белый слон · a5 чёрная пешка · d5 белый конь · f5 чёрный ферзь · d4 белый ферзь · g3 белая ладья · a2 белая пешка · b2 белая пешка · c2 белая пешка · f2 белая пешка · g2 белая пешка · h2 белая пешка · e1 белая ладья · g1 белый король | d8 чёрный слон · g8 чёрный король · b7 чёрная пешка · c7 чёрная пешка · f7 чёрная ладья · g7 чёрная пешка · h7 чёрная пешка · a6 чёрная ладья · d6 чёрный конь · f6 чёрная пешка · h6 белый слон · a5 чёрная пешка · d5 белый конь · f5 чёрный ферзь · d4 белый ферзь · g3 белая ладья · a2 белая пешка · b2 белая пешка · c2 белая пешка · f2 белая пешка · g2 белая пешка · h2 белая пешка · e1 белая ладья · g1 белый король | d8 чёрный слон · g8 чёрный король · b7 чёрная пешка · c7 чёрная пешка · f7 чёрная ладья · g7 чёрная пешка · h7 чёрная пешка · a6 чёрная ладья · d6 чёрный конь · f6 чёрная пешка · h6 белый слон · a5 чёрная пешка · d5 белый конь · f5 чёрный ферзь · d4 белый ферзь · g3 белая ладья · a2 белая пешка · b2 белая пешка · c2 белая пешка · f2 белая пешка · g2 белая пешка · h2 белая пешка · e1 белая ладья · g1 белый король | d8 чёрный слон · g8 чёрный король · b7 чёрная пешка · c7 чёрная пешка · f7 чёрная ладья · g7 чёрная пешка · h7 чёрная пешка · a6 чёрная ладья · d6 чёрный конь · f6 чёрная пешка · h6 белый слон · a5 чёрная пешка · d5 белый конь · f5 чёрный ферзь · d4 белый ферзь · g3 белая ладья · a2 белая пешка · b2 белая пешка · c2 белая пешка · f2 белая пешка · g2 белая пешка · h2 белая пешка · e1 белая ладья · g1 белый король | 2 |
| 1 | d8 чёрный слон · g8 чёрный король · b7 чёрная пешка · c7 чёрная пешка · f7 чёрная ладья · g7 чёрная пешка · h7 чёрная пешка · a6 чёрная ладья · d6 чёрный конь · f6 чёрная пешка · h6 белый слон · a5 чёрная пешка · d5 белый конь · f5 чёрный ферзь · d4 белый ферзь · g3 белая ладья · a2 белая пешка · b2 белая пешка · c2 белая пешка · f2 белая пешка · g2 белая пешка · h2 белая пешка · e1 белая ладья · g1 белый король | d8 чёрный слон · g8 чёрный король · b7 чёрная пешка · c7 чёрная пешка · f7 чёрная ладья · g7 чёрная пешка · h7 чёрная пешка · a6 чёрная ладья · d6 чёрный конь · f6 чёрная пешка · h6 белый слон · a5 чёрная пешка · d5 белый конь · f5 чёрный ферзь · d4 белый ферзь · g3 белая ладья · a2 белая пешка · b2 белая пешка · c2 белая пешка · f2 белая пешка · g2 белая пешка · h2 белая пешка · e1 белая ладья · g1 белый король | d8 чёрный слон · g8 чёрный король · b7 чёрная пешка · c7 чёрная пешка · f7 чёрная ладья · g7 чёрная пешка · h7 чёрная пешка · a6 чёрная ладья · d6 чёрный конь · f6 чёрная пешка · h6 белый слон · a5 чёрная пешка · d5 белый конь · f5 чёрный ферзь · d4 белый ферзь · g3 белая ладья · a2 белая пешка · b2 белая пешка · c2 белая пешка · f2 белая пешка · g2 белая пешка · h2 белая пешка · e1 белая ладья · g1 белый король | d8 чёрный слон · g8 чёрный король · b7 чёрная пешка · c7 чёрная пешка · f7 чёрная ладья · g7 чёрная пешка · h7 чёрная пешка · a6 чёрная ладья · d6 чёрный конь · f6 чёрная пешка · h6 белый слон · a5 чёрная пешка · d5 белый конь · f5 чёрный ферзь · d4 белый ферзь · g3 белая ладья · a2 белая пешка · b2 белая пешка · c2 белая пешка · f2 белая пешка · g2 белая пешка · h2 белая пешка · e1 белая ладья · g1 белый король | d8 чёрный слон · g8 чёрный король · b7 чёрная пешка · c7 чёрная пешка · f7 чёрная ладья · g7 чёрная пешка · h7 чёрная пешка · a6 чёрная ладья · d6 чёрный конь · f6 чёрная пешка · h6 белый слон · a5 чёрная пешка · d5 белый конь · f5 чёрный ферзь · d4 белый ферзь · g3 белая ладья · a2 белая пешка · b2 белая пешка · c2 белая пешка · f2 белая пешка · g2 белая пешка · h2 белая пешка · e1 белая ладья · g1 белый король | d8 чёрный слон · g8 чёрный король · b7 чёрная пешка · c7 чёрная пешка · f7 чёрная ладья · g7 чёрная пешка · h7 чёрная пешка · a6 чёрная ладья · d6 чёрный конь · f6 чёрная пешка · h6 белый слон · a5 чёрная пешка · d5 белый конь · f5 чёрный ферзь · d4 белый ферзь · g3 белая ладья · a2 белая пешка · b2 белая пешка · c2 белая пешка · f2 белая пешка · g2 белая пешка · h2 белая пешка · e1 белая ладья · g1 белый король | d8 чёрный слон · g8 чёрный король · b7 чёрная пешка · c7 чёрная пешка · f7 чёрная ладья · g7 чёрная пешка · h7 чёрная пешка · a6 чёрная ладья · d6 чёрный конь · f6 чёрная пешка · h6 белый слон · a5 чёрная пешка · d5 белый конь · f5 чёрный ферзь · d4 белый ферзь · g3 белая ладья · a2 белая пешка · b2 белая пешка · c2 белая пешка · f2 белая пешка · g2 белая пешка · h2 белая пешка · e1 белая ладья · g1 белый король | d8 чёрный слон · g8 чёрный король · b7 чёрная пешка · c7 чёрная пешка · f7 чёрная ладья · g7 чёрная пешка · h7 чёрная пешка · a6 чёрная ладья · d6 чёрный конь · f6 чёрная пешка · h6 белый слон · a5 чёрная пешка · d5 белый конь · f5 чёрный ферзь · d4 белый ферзь · g3 белая ладья · a2 белая пешка · b2 белая пешка · c2 белая пешка · f2 белая пешка · g2 белая пешка · h2 белая пешка · e1 белая ладья · g1 белый король | 1 |
|   | a | b | c | d | e | f | g | h |   |

Основная статья — Бессмертная украинская партия
Свою самую известную партию Корчмар сыграл против Евсея Поляка  (в иностранных источниках ошибочно указывается, что чёрными играл Абрам Поляк) в Киеве во время чемпионата УССР 1937 г.
1. e4 e5 2. Кf3 Кc6 3. Кc3 Кf6 4. Сb5 d6 5. d4 ed 6. К:d4 Сd7 7. 0—0 К:d4? (7... Се7) 8. С:d7+ Ф:d7 9. Ф:d4 Сe7 10. Лd1 0—0 11. e5 Кe8 12. Сf4 a5 13. Лd3 Лa6 14. Лe1 Фf5 15. Кd5 Сd8 16. ed К:d6 17. Лg3 f6 18. Сh6 Лf7  (см. диаграмму)
19. Кb4! ab 20. Ф:d6! Фd7 21. Фd5!! (Δ 22. Л:g7+) 21... Крf8 (21... g6 22. Лgе3) 22. Л:g7!! Ф:d5 (22... Л:g7 23. С:g7+ Ф:g7 24. Ф:d8+) 23. Лg8++! Черные сдались ввиду неизбежного мата после 23... Кр:g8 24. Лe8+ Лf8 25. Л:f8#.
Обычно в шахматной литературе помещался только финал партии. Полный текст партии появлялся только в журнале "Шахматы в СССР" (вскоре после того, как партия была сыграна) и в рижском журнале "Шахматы" (в 1975 году текст в редакцию журнала прислал сам Корчмар).

## Семья
Сын — Аркадий Ефимович Корчмар (1950 — 11 февраля 2022), шахматист и тренер по шахматам. Внук — шахматист, международный мастер Василий Корчмар (род. 1996).

## Награды
- орден Красной Звезды (7.06.1945[3])
- другие награды

## Спортивные результаты
| Год         | Город   | Соревнование                                               | + | −  | = | Результат | Место |
| ----------- | ------- | ---------------------------------------------------------- | - | -- | - | --------- | ----- |
| 1935        | Одесса  | Чемпионат Одессы                                           |   |    |   |           | 1     |
| 1936        | Одесса  | Чемпионат Одессы                                           |   |    |   |           | 1     |
| 1937        | Одесса  | Чемпионат Одессы                                           |   |    |   |           | 1     |
|             | Киев    | 9-й чемпионат Украинской ССР                               | 7 | 2  | 8 | 11 из 17  | 3—4   |
| 1938        | Киев    | 10-й чемпионат Украинской ССР                              | 8 | 5  | 4 | 10 из 17  | 7—9   |
| 1943 / 1944 | Москва  | Чемпионат Москвы                                           | 2 | 11 | 3 | 3½ из 16  | 17    |
| 1947        | Саратов | Всесоюзный турнир кандидатов в мастера спорта              |   |    |   |           | 4     |
| 1948        |         | Первенство ВЦСПС                                           |   |    |   |           |       |
| 1949        |         | Первенство ЦС ДСО «Водник»                                 |   |    |   |           | 1     |
| 1952        |         | Четвертьфинал 20-го чемпионата СССР                        |   |    |   |           | 2—4   |
|             | Минск   | Полуфинал 20-го чемпионата СССР                            |   |    |   |           |       |
| 1955        | Саратов | Полуфинал чемпионата РСФСР                                 |   |    |   | 8 из 13   | 4     |
| 1956        | Саратов | Чемпионат Саратова                                         |   |    |   |           | 1     |
| 1959        | Саратов | Чемпионат Саратова                                         |   |    |   |           | 1     |
| 1960        | Саратов | Командное первенство РСФСР (сборная Саратовской области)   |   |    |   |           |       |
| 1963        | Саратов | Матч с С. В. Хавским (квалификационный, на звание мастера) |   |    |   | 7½ : 6½   |       |
|             | Горький | Спартакиада народов РСФСР (сборная Саратовской области)    |   |    |   |           |       |
| 1966        | Баку    | Командное первенство СССР (группа Б)                       |   |    |   |           |       |
| 1968        |         | Первенство РС ДСО «Урожай»                                 |   |    |   |           | 1     |